# Manuel Martínez Núñez
Manuel Martínez Núñez (Baralla, Lugo, 12 de septiembre de 1954) es un profesor y político español de Galicia Sempre y expresidente de Suplusa.

## Trayectoria
Es diplomado en Magisterio y licenciado en Pedagogía. Vinculado al PSdeG-PSOE desde 1979, fue Diputado del Congreso en las III y IV legislaturas (entre 1986 y 1993). A nivel local fue concejal de Becerreá entre 1995 y 2007, año en el que pasó a ser alcalde. Entró a formar parte de la Diputación de Lugo en 1999 y es diputado provincial por el partido judicial de Lugo, en la que ocupó el área de Infraestruturas y Obras. En 2015 facilitó que el PPdeG lograse la presidencia de la Diputación de Lugo al ejercer de tránsfuga. Para las elecciones municipales de 2019 creó un partido alrededor de su persona (Galicia Sempre) con el que alcanzó su mayoría absoluta para la alcaldía de Becerreá.